# Wasserassel
Die Wasserassel (Asellus aquaticus) ist eine im Süßwasser lebende Art aus der Ordnung der Asseln. In mitteleuropäischen Oberflächengewässern kommen nur vier Asselarten vor, von denen drei aus Südost-, Südwesteuropa und dem Mittelmeerraum eingeschleppte Neozoen sind. Die Wasserassel ist die einzige heimische Art. Sie ist häufig in stehenden und fließenden Gewässern aller Art, bevorzugt aber nährstoffreiche Gewässer.

## Merkmale
Männliche Wasserasseln erreichen eine Körperlänge von 12 bis 20 mm, die etwas kleineren Weibchen von 8 bis 15 mm. Die Tiere sind meist in der Grundfarbe grau bis graubraun, mit einer verstreuten weißen Fleckenzeichnung, gefärbt. Typisch gefärbte Individuen sind am Zeichnungsmuster des Kopfes bis zur Art bestimmbar: Dieser ist bei Ansicht von oben grau mit zwei großen, weißen Flecken, die durch ein breites, dunkleres Längsband getrennt sind. Untypisch gefärbte oder sehr helle Tiere (oft in unterirdischen Gewässern) sind im männlichen Geschlecht anhand der arttypischen Form der zweiten Pleopoden, der Innenlade der Maxillula und der kreisförmigen, sich gegenseitig überlappenden zweiten Pleopoden der Weibchen von den anderen europäischen Asseln der Gattung Proasellus zu unterscheiden.
Der Körper der Wasserassel ist dorsoventral (von oben nach unten) abgeplattet und in Aufsicht oval geformt, etwa 2,8mal so lang wie breit. Der Kopf ist etwas mehr als zweimal so breit wie lang, er trägt zwei kleine, dunkle Komplexaugen, die nur aus drei bis vier Ommatidien bestehen. In Aufsicht sind drei Körperregionen (Tagmata) erkennbar: Auf den Kopfabschnitt folgen sieben voneinander getrennte Segmente des Rumpfabschnitts (Peraeon), auf den ein zu einer einheitlichen abgerundet rechteckigen Platte verschmolzenes Pleotelson (aus dem Pleon und Telson) folgt. Am Kopf sitzen zwei Paar Antennen (wie typisch für Krebstiere), deren erstes etwa ein Drittel und zweites beinahe Körperlänge erreicht. Bei Ansicht von unten ist erkennbar, dass das Extremitätenpaar des ersten Rumpfsegments als Maxilliped an den Kopf anschließt und nicht zur Fortbewegung, sondern zur Nahrungsaufnahme dient. Die sieben Laufbeinpaare (Peraeopoden) sind lang, sie nehmen von vorn nach hinten an Länge zu. Der erste Peraeopod ist als Greifschere (Chela) ausgebildet, bei der ein beweglicher Finger taschenmesser-artig gegen ein massives Grundglied eingeklappt werden kann. Die übrigen Beinpaare besitzen am Ende eine kräftige Klaue. Die Geschlechter sind unterscheidbar an der Gestalt der Extremitäten des Hinterleibs, der Pleopoden, die Pleopoden des Männchens erlauben als einziges Organ eine sichere Bestimmung der Art. Bei beiden Geschlechtern ist der Exopodit des dritten Pleopoden vergrößert und bildet einen großen Deckel (Operculum) aus, der die Kiemen schützt. Davor sitzen beim Männchen zwei, beim Weibchen nur ein Paar kleine Pleopoden (hier sind die ersten verloren gegangen). Bei der Art ist der erste Pleopod des Männchens nahezu gleich lang wie der zweite. Der Exopodit des ersten ist rundlich bis oval. Beim zweiten Pleopoden ist das letzte Segment des Exopoditen breit abgerundet und kürzer als der Endopodit, dieser trägt einen deutlichen Fortsatz am Innenrand. Die Form der Pleopoden ist nur mit einer starken Lupe oder unter dem Binokular erkennbar. Am Körperende stehen zwei Extremitäten, die Uropoden, weit nach hinten vor (sie erreichen fast ein Drittel der Körperlänge), diese sind als krebstypische, zweiästige Spaltbeine ausgebildet.

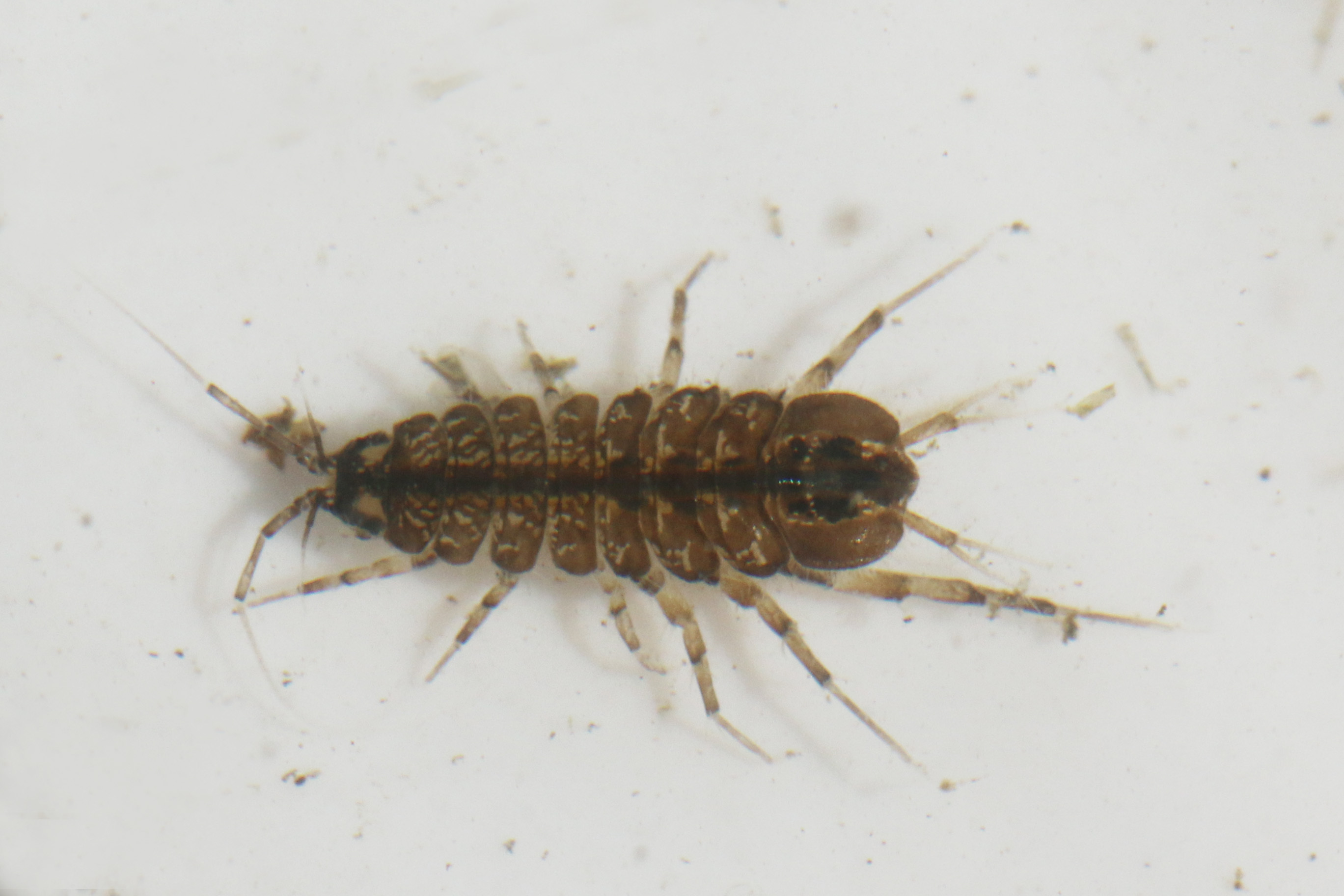
Wasserassel

## Fortpflanzung
Die Weibchen legen bis zu 100 Eier, die im Brutsack mitgetragen werden. Die jungen Asseln schwärmen nach 3 bis 6 Wochen aus und sind schon den erwachsenen Tieren ähnlich.

## Lebensraum
Wasserasseln leben sowohl in stehenden wie auch in Fließgewässern, wobei von Bächen (Rhithral) bis hin zu großen Flüssen (Potamal) alle Fließgewässertypen besiedelt werden. Gegenüber Strömung sind sie also in der großräumigen Verbreitung indifferent, bevorzugen aber in Fließgewässern klar ruhige Buchten oder Bereiche mit langsamer Strömung als Mikrohabitate. Sie kommen bevorzugt in Tieflandsgewässern vor, wo sie zwischen Wasserpflanzen oder auf organischem Detritus oder Totholz, seltener auch auf Schlamm- oder Sandgrund, leben. Es werden kalte und erwärmte Gewässer gleichermaßen besiedelt (Temperaturindifferenz), aber versauerte Gewässer mit niedrigem pH-Wert klar gemieden. Sie können auch in Brackwasser mit moderater Salzbelastung leben. Sie ernähren sich von zerfallenden Pflanzenresten, daneben schaben sie die organischen Überzüge (Periphyton oder Biofilm) aus Algen und Bakterien von Steinen und anderen Hartsubstraten ab. Sie können bei hoher Sauerstoffzehrung im Wasser einige Zeit bei sehr geringen Sauerstoffkonzentrationen oder sogar unter anaeroben Bedingungen überleben. Die Wasserassel ist mit einem Indexwert im Saprobiensystem von 2,8 ein Leitorganismus für stark verschmutzte Gewässer der Gewässergüteklasse III. Trocknen ihre Wohngewässer aus, graben sie sich in den Schlamm ein. Man kann die Asseln das ganze Jahr über finden, auch am Grunde vereister Gewässer.

### Verhalten
Wasserasseln bewegen sich durch Laufen fort, können auf starke mechanische Reize aber auch schwimmen. Sie leben auf dem Boden oder klettern auf Wasserpflanzen. Die Tiere wirken träge, doch können sie bei Gefahr sehr flink sein. Sie können einer stärkeren Strömung widerstehen und gegen die Strömungsrichtung wandern. In Gewässern mit Strömungsgeschwindigkeiten von mehr als 5 Zentimetern pro Sekunde siedeln sie sich nicht dauerhaft an. Dies liegt aber hauptsächlich daran, dass die Strömungsverhältnisse hier keine ausreichenden Ablagerungen abgestorbener Pflanzenteile als Nahrungsquelle für die Wasserasseln erlauben.
Wie andere Bewohner des Makrozoobenthos dienen sie in der Nahrungskette oft als Futter für größere Fische. Dabei können sie die Kratzerkrankheit an die Fische übertragen, wenn sie selbst Kratzwürmer (Acanthocephala) beherbergen.

### Wasserleitungen
Wasserasseln gehören zu den Lebewesen, die besonders in Gegenden, in denen nährstoffreiches Oberflächenwasser als Trinkwasserquelle dient, das Leitungsnetz besiedeln können. Sie ernähren sich von eingeschwemmtem organischen Material und bauen die Biofilme ab, die sich an den Wänden der Rohrleitungen bilden können. Eine verstärkte Vermehrung der Wasserasseln ist daher ein Indikator für eine erhöhte Verschmutzung des Wassers. Durch die Asseln selbst entsteht kein gesundheitliches Risiko, insbesondere verschleppen sie auch keine coliformen Bakterien in das Leitungsnetz. Bei Bekämpfungsmaßnahmen muss darauf geachtet werden, dass sich die Bakterien, Pilze und Einzeller in den Biofilmen nach Ausschwemmung der Wasserasseln nicht rascher vermehren als zuvor. Neben den Asseln selbst wird auch ihr Kot ins Trinkwasser ausgeschwemmt. Die Bekämpfung erfolgt durch Spülen der Leitungen, wobei es normalerweise unmöglich ist, alle Asseln auszuschwemmen, da sie sich bei verstärkter Strömung in Schlupfwinkel zurückziehen. Wasserasseln sind vor allem in norddeutschen Trinkwassernetzen ein Problem. Die in Süddeutschland stattdessen verstärkt auftretenden Höhlenasseln der Gattung Proasellus, vor allem Proasellus cavaticus, sind weitaus weniger problematisch, da sie als typische Grundwassertiere eine viel geringere Vermehrungsrate besitzen und keine Massenvorkommen ausbilden können.

## Verbreitung und Gefährdung
Ursprünglich stammt die Wasserassel aus Sibirien. Nach der Eiszeit breitete sie sich nach Westen aus und besiedelte nach und nach den größten Teil Europas. Asellus aquaticus scheint Proasellus meridianus und P. coxalis zu verdrängen.
In Deutschland ist die Wasserassel mit Abstand der häufigste Vertreter der Asellidae. Die Art ist ungefährdet.

## Taxonomie und Systematik
Die Art wurde von Linné als Oniscus aquaticus erstbeschrieben, die Originaldiagnose „Oniscus cauda rotundata, stilis bifurcis“ ist unklar und könnte sich auf eine beliebige im Wasser lebende Asselart beziehen. Aufgrund des Verbreitungsgebiets (es wird angenommen, dass sich Linnés Beschreibung auf Tiere aus Schweden bezogen hat) und der Neubeschreibung durch Emil Racoviță im Jahr 1919 wurde der Name allgemein auf diese Art bezogen. Da das Typmaterial beider Forscher verloren ist und zahlreiche Formen und Morphen von anderen Forschern beschrieben worden sind, wurde im Jahr 2009 ein Neotypus festgelegt und die Art neubeschrieben. Während die Zugehörigkeit der in Oberflächengewässern lebenden Formen zur Art eindeutig ist, wurden aus Höhlengewässern im dinarischen Karst zahlreiche höhlenlebende (troglobionte) oder im Grundwasser lebende (stygobionte) Formen mit etwas abweichender Morphologie beschrieben, bei denen die Pigmentierung, teilweise auch die Augen, rückgebildet sind, darunter die Unterarten Asellus aquaticus cavernicolus Racovitza, 1925 und Asellus aquaticus cyclobranchialis Sket, 1965. Da die unterirdisch lebenden Formen der Art von verschiedenen Autoren nach verschiedener Systematik behandelt worden sind und die morphologisch und genetisch definierten Einheiten nicht übereinstimmen ist die Gliederung der Art und die Anzahl der Unterarten derzeit unklar. 2009 wurde eine weitere troglobionte Form aus dem Grenzfluss Reka / Timavo, die bisher in die Art einbezogen worden war, als neue Art Asellus kosswigi neu beschrieben. Von der Wasserassel sind auch aus weiteren Regionen, so auch aus Mitteleuropa, in Grundwasser oder Höhlengewässern lebende Populationen bekannt, die sich meist morphologisch nicht von denen aus Oberflächengewässern unterscheiden lassen.
Die Gattung Asellus ist mit knapp 20 Arten, im Wesentlichen in Ostasien und in Japan, verbreitet, darunter zahlreiche in unterirdischen Gewässern lebende Arten. Die Wasserassel ist die einzige in oberirdischen Gewässern lebende Art der Gattung in Europa und der Westpaläarktis.